# Tommy Loughran
Tommy Loughran, född 29 november 1902 i Philadelphia, Pennsylvania, död 7 juli 1982 i Altoona, Pennsylvania, var en amerikansk proffsvärldsmästare i lätt tungviktsboxning 1927-30.